# Міжнародний фестиваль фантастичних фільмів в Авор'я
Міжнародний фестиваль фантастичних фільмів в Авор'я (фр. Festival international du film fantastique d’Avoriaz) — один з найбільш знакових кінофорумів, що проводяться у французькому місті Авор'я в 1973—1993 роках для кінострічок в жанрі кінофантастики, зокрема за науково-фантастичні, фентезійні, містичні фільми та  фільми жахів.

## Історія
Міжнародний фестиваль фантастичних фільмів в Авор'я проводився щорічно у другій-третій декаді січня з 1973 по 1993 роки у Франції.
Фестиваль був підтриманий світом туристичного бізнесу і фірмами, що розвивають гірськолижний спорт. Цей захід багато в чому був зобов'язаний розкрутці гірськолижного курорту у французьких Альпах, на висоті 2000 метрів в невеликому селі Авор'я (Аворіаз) на вершині Верхньої Савойї, поблизу Швейцарського кордону), де компанія «П'єр і вакансії» звела гірськолижну станцію.
У 1973 році фестиваль в Авор'я вперше запропонував свою програму, і першим його лауреатом, що отримав Гран-прі, став тоді американський кінорежисер Стівен Спілберг зі своєю телелентой « Дуель», що зробила відомим ім'я дебютанта- постановника. Планка, піднята першим лауреатом, вимагала, щоб і в наступні роки картини були під стать. І хоча рік на рік не припадав, бували періоди «жахливого і бесфантастичного лихоліття», але відбіркова комісія примудрилася відбирати такі роботи, як ніби-то не було й кризи жанру.
У різні роки журі фестивалю очолювали найбільші майстри світового екрану: Рене Клеман, Мікеланджело Антоніоні, Сідні Поллак, Жанна Моро, Роберт де Ніро , Роман Полянський, Сідні Люмет, Джеррі Шацберг, Роджер Корман, Вільям Фрідкін,  Стівен Спілберг, Майкл Чіміно. Але і просто бути запрошеним до складу розподільників премій Авор'я було почесно, серед членів журі було багато не просто шанованих в світі кіно і світової культури знаменитостей, а ціле сузір'я легендарних особистостей:  Сергій Бондарчук, Франсуаза Саган, Аньєс Варда, Ежен Йонеско.
У 1983 році в програму фестивалю було внесено картини, зняті для відео (для них створювалося спеціальне журі).
Як правило, в числі номінацій фестивалю були повнометражні та короткометражні стрічки. Для «повного метра» вищою нагородою був Гран-прі. Для короткометражних стрічок була заснована «Золота медаль». Існували також спеціальні призи журі та призи критики. На кількох форумах засновувалися премії для виконавців чоловічих і жіночих головних ролей. Пізніше були виділені номінації по розділах «фільми жахів» і «фантастичні фільми», але вручалися, втім ці роздільні нагороди нерегулярно. Телевізійна компанія «Antenne 2» в кінці 1970-х років заснувала премію «Золота антена».
Свій тріумфальний хід з альпійських вершин Авор'я починали перспективні майстри жанру, що стали тут лауреатами та призерами:  Джордж Міллер «Божевільний Макс», Люк Бессон зі своїм чорно-білим дебютом « Остання битва», Джеймс Кемерон « Термінатор», Вес Крейвен « Кошмар на вулиці В'язів», Тоуб Гупер «Розріж мене на частини!», Джон Карпентер « Геловін» і " Туман ", Девід Лінч «Голова-гумка».
Маститі майстри, які вже мали за плечима творчі успіхи, теж вважали за честь брати участь в Авор'я, звіряючись з фестивалем як з індикатором жанрової моди: Брайан Де Пальма «Привид раю» і « Керрі», Алан Пакула «Параллакса» і «Коханець з мрії», Джордж Ромеро « Мавпа-вбивця».
У будь-якій якості премія Авор'я була пропуском в світ інноваційного кіно і свідченням про пречислення творців у вищу лігу кінофантастики і кіно-жахів. Винятки лише підтверджували основне правило: рівень преміальних стрічок Авор'я був камертоном для творців світового жанрового фантастичного кіно. Лише в 80-ті роки і на початку 90-х стала прослизювати політкоректність журі, який вручив премії фільмів з країн Східної Європи, про які швидко забули. Але навіть серед них були міцні стрічки, які прийнято вказувати в розділі «інше кіно» або навіть «дивне кіно», (наприклад, радянський фільм А.Кайдановського «Дружина керосинника», 1990).
Показником строгості підходу журі стане той факт, що в число не нагороджених в Авор'я фільмів виявилися такі загальновизнані жанрові картини як «Жахливий лікар Файбс» з  Вінсентом Прайсом в головній ролі, « Христина» режисера  Джона Карпентера, або таких авторів як Ларс фон Трієр «Елементи злочину».
Йшли роки, Авор'я піднявся як курортне містечко світового рівня, і назріла необхідність зробити переоцінку жанрового огляду. Поступово заговорили про те, що хоч закривати фестиваль і не варто, але необхідно перенести його на новий майданчик, де можна було б з одного боку, зберегти традиції Авор'я, а з іншого — розширити тематику і привнести новий струмінь в невмирущі жанри жаху і фантастики на порозі нового тисячоліття.
Останній раз міжнародний фестиваль фантастичних фільмів в Авор'я проводився в 1993 році. З 1994 року естафету з проведення оглядів кінофантастики від Авор'я взяло інше курортне містечко у Франції Жерармер, де до цього часу проводиться Міжнародний фестиваль фантастичних фільмів в Жерармері — (Festival de Gerardmer — Fantastic'Arts).

## Лауреати фестивалю
1973
- Гран-прі: « Дуель»

1974
- Гран-прі: «Зелений сойлент»

1975
- Гран-прі: «Привид раю»

1976
- 'Гран-прі:' ' «Не присуджувався»

1977
- Гран-прі: « Керрі»

1978
- Гран-прі: «Замкнуте коло»

1979
- Гран-прі: «Патрік»

1980
- Гран-прі: «Епоха за епохою»

1981
- Гран-прі: «Людина-слон»

1982
- Гран-прі: « Божевільний Макс 2: Воїн доріг»

1983
- Гран-прі: «Темний кристал»

1984
- Гран-прі: «Ліфт»

1985
- Гран-прі: « Термінатор»

1986
- Гран-прі: «Коханець з мрії»

1987
- Гран-прі: «Блакитний оксамит»

1988
- Гран-прі: «Сховався»

1989
- 'Гран-прі по розділу «фантастика»' : «Зв′язані до смерті»
- 'Гран-прі по розділу «дивні фільми»:'  «Паперовий будинок»

1990
- 'Гран-прі по розділу «фантастика»:'  «Я — безумець»
- 'Гран-прі по розділу «дивні фільми»' : «Дружина керосинника»

1991
- Гран-прі: «Казки з темного боку: Фільм»

1992
- Гран-прі: «Втеча з кінотеатру 'Свобода'»

1993
- Гран-прі: «Жива мертвечина»